# Fazilpur
Fazilpur (urdu: فاضل پور) – miasto w Pakistanie, w prowincji Pendżab. W 2017 roku liczyło 76 769 mieszkańców.